# Sint-Wendelinuskerk (Rodershausen)

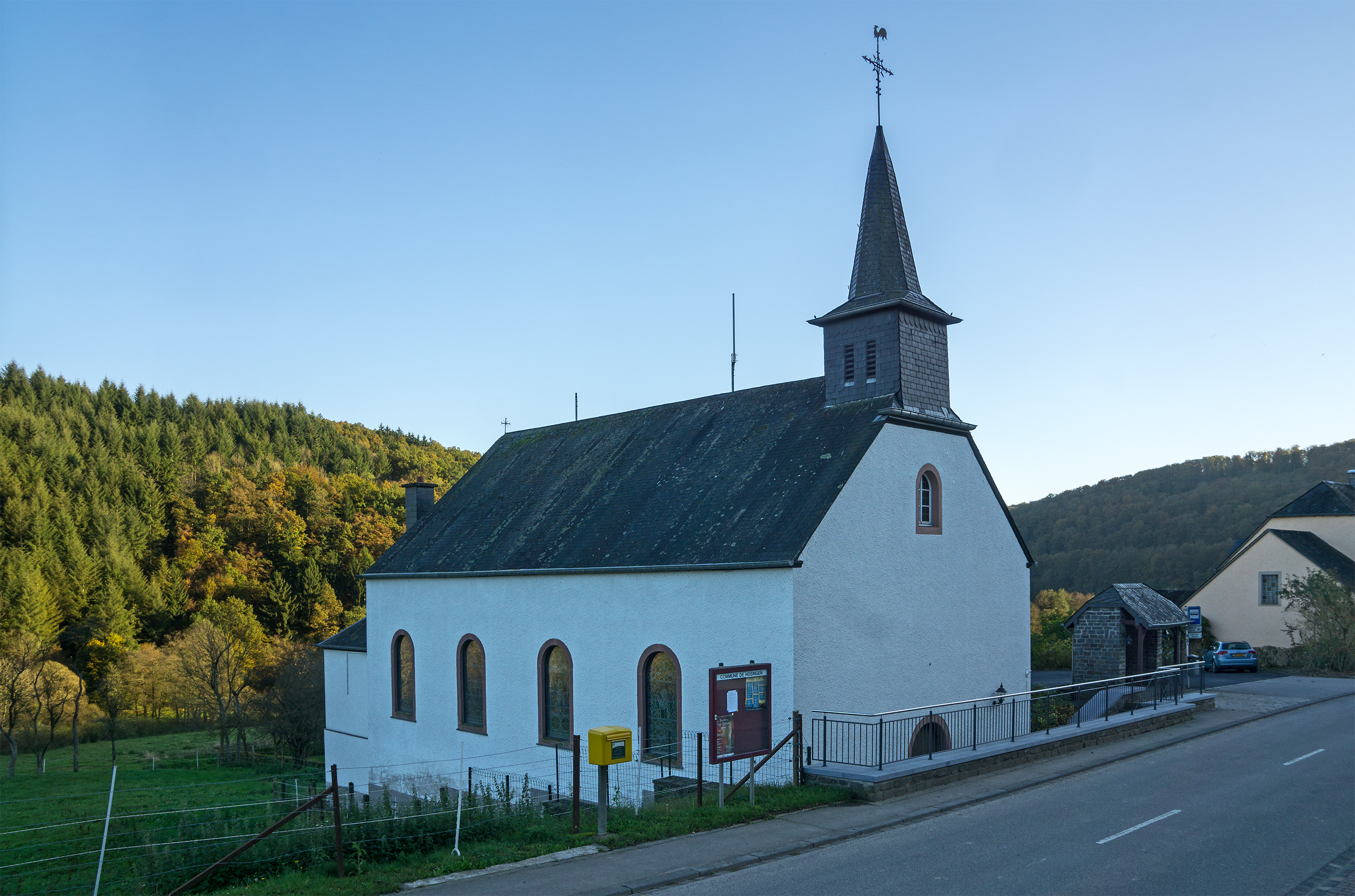
Sint-Wendelinuskerk

De Sint-Wendelinuskerk is de parochiekerk van de tot de Luxemburgse gemeente Parc Hosingen behorende plaats Rodershausen.

## Geschiedenis
Rodershausen werd in 1843 een zelfstandige parochie. Van 1856-1859 werd de kerk gebouwd.
Het is een eenvoudige zaalkerk met driezijdige koorafsluiting en een dakruiter boven de ingangsgevel.